# Калчинаро-Ногара (Верона)
Калчинаро-Ногара (итал. Calcinaro-Nogara) је насеље у Италији у округу Верона, региону Венето.
Према процени из 2011. у насељу је живело 43 становника. Насеље се налази на надморској висини од 21 м.